# Carlos Martínez Rodríguez
Carlos Martínez Rodríguez (nascut el 27 de juny de 1986), de vegades conegut com a Carlitos, és un futbolista professional espanyol que juga com a davanter al FC Goa.

## Carrera de club
Nascut a Barcelona, Catalunya, Carlos va començar la seva carrera amb el Cerdanyola del Vallès FC i posteriorment va representar altres clubs de divisió inferior. El 2012 va fitxar per la UE Olot de la mateixa categoria. En la seva primera temporada amb el club, va marcar 31 gols que inclouen un hat-trick contra l'Arandina CF i cinc gols en el play-off d'ascens. Al final de la temporada, el club va ascendir a Segona Divisió B.
El 3 de juliol de 2015, Carlos va fitxar pel filial del Vila-real després d'haver fet 57 gols amb l'Olot. El 30 d'agost, va marcar per primer cop amb el seu nou club en trobar la xarxa dues vegades en la victòria per 2-0 contra el seu antic club Olot.
El 23 de juliol de 2017, després de dos anys amb el Vila-real B, Carlos es va traslladar a l'estranger i es va incorporar al club japonès de la J2 League Tokyo Verdy dirigit per Miguel Ángel Lotina. El 3 de juliol de 2018 va tornar a Espanya i es va incorporar a l'Hèrcules CF.
El gener de 2020, va deixar l'Hèrcules d'Alacant per firmar amb el Futbol Club Andorra i seguir jugant al mateix Grupo III de la Segona Divisió B.